# Leseband (Bergbau)

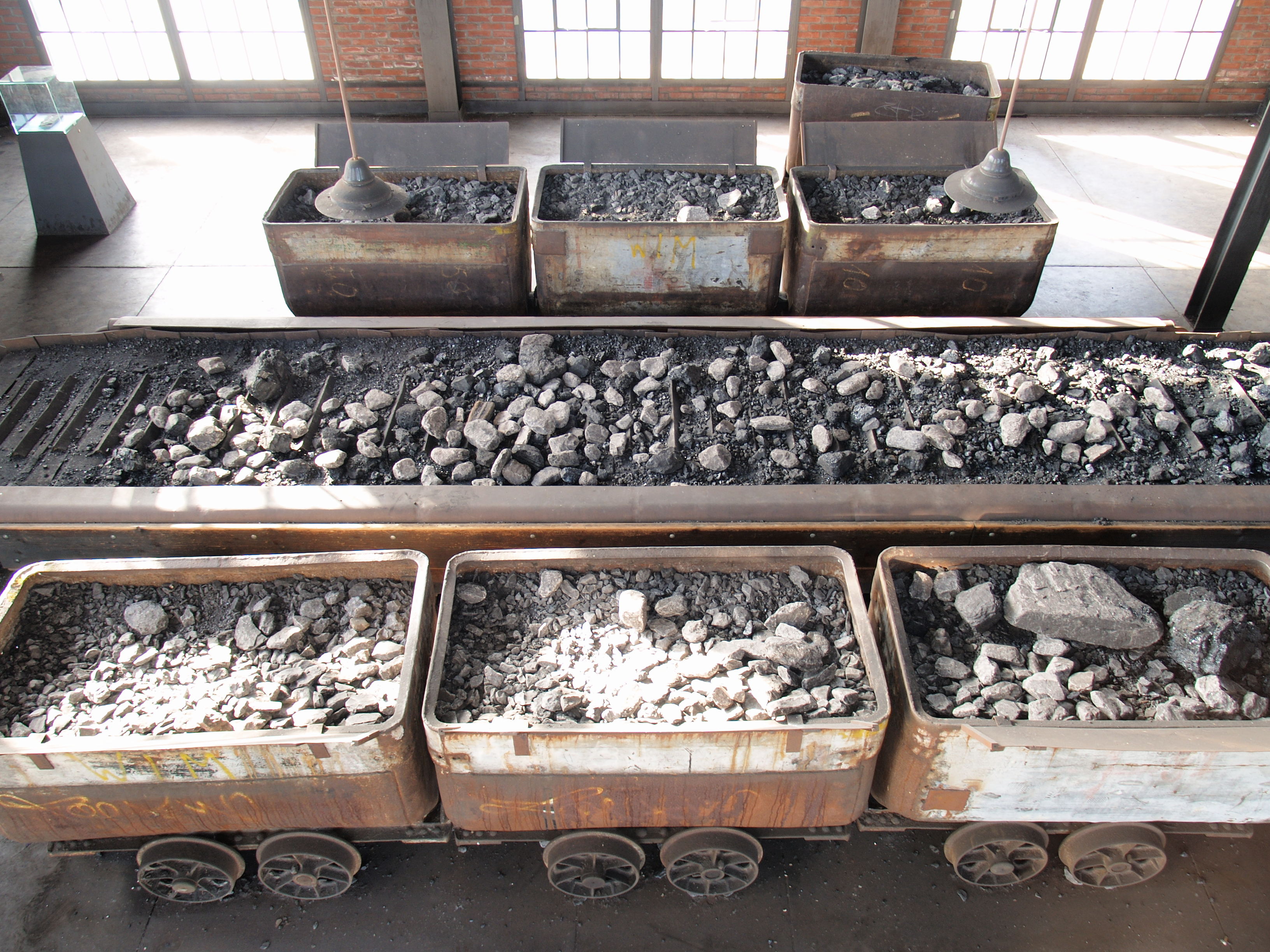
Leseband auf der Zeche Zollern: Die Arbeiter standen beiderseits zwischen dem Band und den hinter ihnen befindlichen Förderwagen

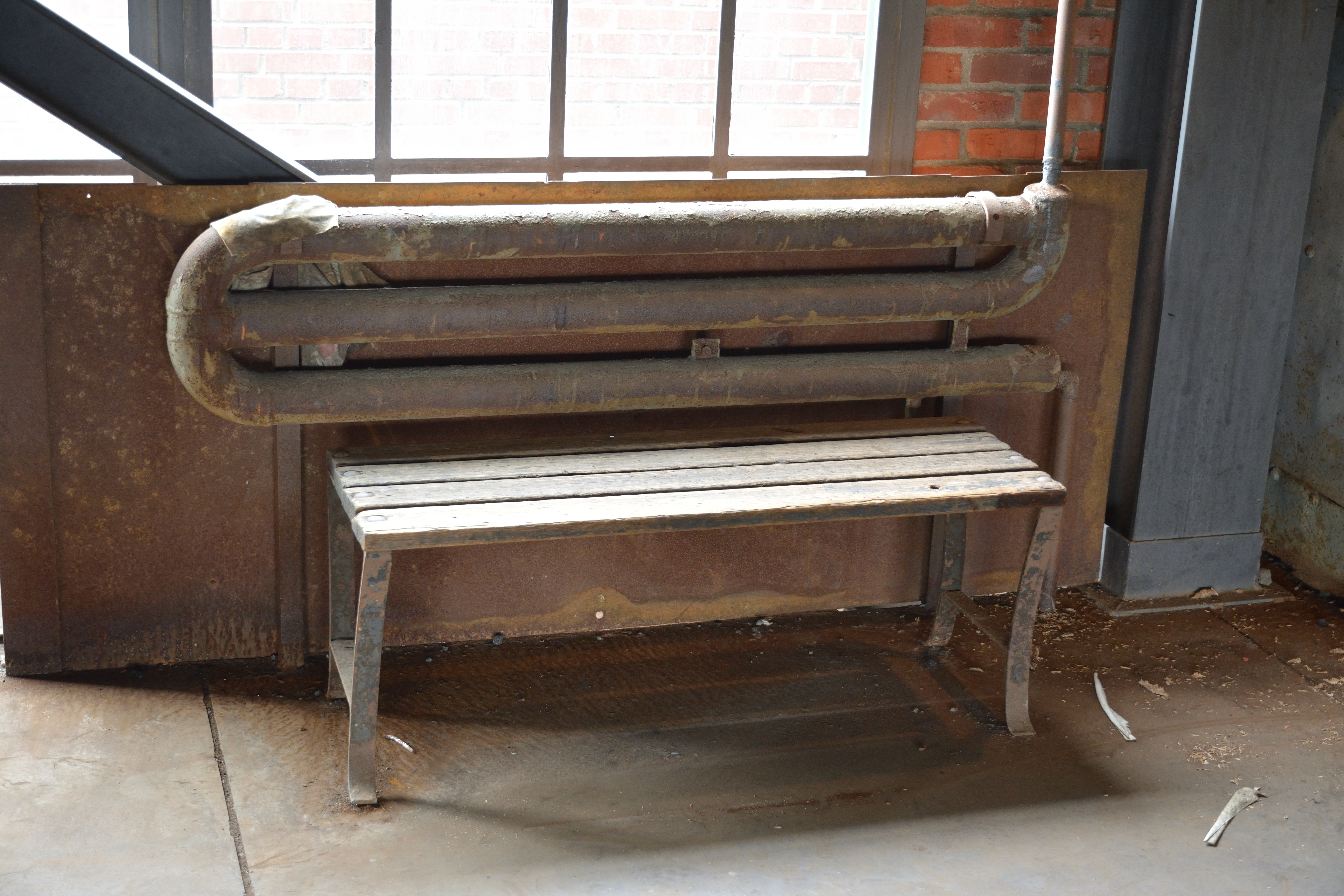
Im ungeheizten Arbeitsbereich gab es eine „Wärmebank“

Leseband ist die Bezeichnung für ein Förderband oder Gliederband, das zur Befreiung der gerade geförderten Kohle von Fremdstoffen, vorwiegend Gestein diente.

## Geschichte
Auf das Leseband wurden die aus dem Bergwerk geförderten Kohlenwagen geleert. Diese enthielten neben der Stückkohle häufig verschiedene Anteile von Gestein, manchmal auch vor Ort nicht mehr benötigtes Grubenholz und defektes Werkzeug. Die Arbeiter standen seitlich am Leseband, lasen die Fremdstoffe vom Band und warfen sie sortiert in die hinter ihnen stehenden Förderwagen. Am Ende des Bandes fiel die Stückkohle in darunter stehende Eisenbahnwagen zum Abtransport. Die Arbeit am Leseband war schmutzig und wegen der ständig gebückten Arbeitshaltung sehr anstrengend. Die Arbeit am Leseband wurde von Bergjungleuten und Teilinvaliden, das waren „abgestufte“ Bergleute mit einer Unfallrente, durchgeführt; während der Weltkriege im Deutschen Reich auch von Zwangsarbeitern und Frauen.
In Essen-Altenessen ist eine Straße in der Barkhofsiedlung, einer Zechenkolonie der Zeche Wilhelmine Victoria, „Leseband“ benannt.